# Хорн, Джейси
Джейси Кэррингтон Хорн (англ. Jaycee Carrington Horn, 26 ноября 1999, Алфаретта, Джорджия) — профессиональный американский футболист, выступающий на позиции корнербека в клубе НФЛ «Каролина Пэнтерс». На студенческом уровне играл за команду университета Южной Каролины. На драфте 2021 года был выбран в первом раунде под общим восьмым номером. Сын четырёхкратного участника Пробоула Джо Хорна.

## Биография
Джейси Хорн родился 26 ноября 1999 года в Алфаретте в Джорджии. Один из двух сыновей в семье профессионального футболиста Джо Хорна, бывшего игрока «Нью-Орлеан Сэйнтс». Он учился в старшей школе Алфаретты, играл за её футбольную команду на позиции корнербека и в качестве специалиста по возврату пантов. На момент окончания школы Хорн занимал двадцатое место в рейтинге лучших молодых игроков на своей позиции по версии сайта Rivals. В 2018 году он поступил в университет Южной Каролины.

### Любительская карьера
В футбольном турнире NCAA Хорн дебютировал в сезоне 2018 года. Он сыграл одиннадцать матчей, десять из них начал в стартовом составе. По итогам года он разделил награду самому продуктивному защитнику команды с лайнбекером Ти Джеем Брансоном. В 2019 году Хорн сыграл двенадцать матчей, сделав 40 захватов и сбив 9 передач.
В сезоне 2020 года он провёл семь игр. В матче против «Оберна», ставшим лучшим в его карьере, Хорн сбил четыре передачи, сделал три захвата и два перехвата. После отставки главного тренера команды Уилла Машемпа он объявил о завершении выступлений и намерении сосредоточиться на подготовке к драфту НФЛ. В феврале 2021 года его пригласили на показательные тренировки для скаутов клубов лиги.

#### Статистика выступлений в NCAA
| Сезон | Команда                | Игры | Захваты | Захваты | Захваты | Захваты | Захваты | Перехваты | Перехваты | Перехваты | Перехваты | Перехваты | Фамблы | Фамблы | Фамблы | Фамблы |
| Сезон | Команда                | Игры | Solo    | Ast     | Tot     | Loss    | Sk      | Int       | Yds       | Y/R       | TD        | PD        | FR     | Yds    | TD     | FF     |
| ----- | ---------------------- | ---- | ------- | ------- | ------- | ------- | ------- | --------- | --------- | --------- | --------- | --------- | ------ | ------ | ------ | ------ |
| 2018  | Саут Каролина Геймкокс | 11   | 30      | 15      | 45      | 4,0     | 2,0     | 0         | 0         | 0,0       | 0         | 8         | 0      | 0      | 0      | 0      |
| 2019  | Саут Каролина Геймкокс | 12   | 29      | 11      | 40      | 2,0     | 1,0     | 0         | 0         | 0,0       | 0         | 9         | 0      | 0      | 0      | 2      |
| 2020  | Саут Каролина Геймкокс | 7    | 10      | 6       | 16      | 1,0     | 0,0     | 2         | 34        | 17,0      | 0         | 6         | 0      | 0      | 0      | 0      |
| Всего | Всего                  | 30   | 69      | 32      | 101     | 7,0     | 3,0     | 2         | 34        | 17,0      | 0         | 23        | 0      | 0      | 0      | 2      |

### Профессиональная карьера
Перед драфтом НФЛ 2021 года сильными сторонами Хорна называли его физические данные, умение распознавать обманные движения принимающих, способность атаковать игрока в момент приёма мяча и сразу после этого. К недостаткам относили неуверенные действия при переходе от персонального к зонному прикрытию в рамках одного розыгрыша. Стремление использовать свою силу и прессинговать ресивера в момент начала розыгрыша влечёт за собой риск нарушения правил. В целом Хорн оценивался как один из лучших корнербеков, выходящих на драфт. Ему прогнозировали выбор в первом раунде и роль игрока стартового состава уже в дебютном сезоне.
На драфте 2021 года Хорн был выбран «Каролиной» под общим восьмым номером. В июне он подписал с клубом четырёхлетний контракт с возможностью продления на сезона, общая сумма соглашения составила 21,1 млн долларов. В регулярном чемпионате он сыграл в стартовом составе «Пэнтерс» в трёх матчах. В игре третьей недели против «Хьюстона» он получил перелом нескольких костей стопы. Срок восстановления игрока оценивался в два или три месяца. Корреспондент сайта НФЛ Иэн Рапопорт сообщил, что Хорн выбыл из строя до конца сезона.

#### Статистика выступлений в НФЛ

##### Регулярный чемпионат
| Сезон | Команда          | Игры | Захваты | Захваты | Захваты | Захваты | Захваты | Перехваты | Перехваты | Перехваты | Перехваты | Перехваты | Фамблы | Фамблы | Фамблы | Фамблы |
| Сезон | Команда          | Игры | Solo    | Ast     | Tot     | Loss    | Sk      | Int       | Yds       | Y/R       | TD        | PD        | FR     | Yds    | TD     | FF     |
| ----- | ---------------- | ---- | ------- | ------- | ------- | ------- | ------- | --------- | --------- | --------- | --------- | --------- | ------ | ------ | ------ | ------ |
| 2021  | Каролина Пэнтерс | 3    | 3       | 2       | 5       | 0       | 0,0     | 1         | 13        | 13,0      | 0         | 1         | 0      | 0      | 0      | 0      |
| Всего | Всего            | 3    | 3       | 2       | 5       | 0       | 0,0     | 1         | 13        | 13,0      | 0         | 1         | 0      | 0      | 0      | 0      |